# Maximilian Osinski
Maximilian Osinski (* 1. April 1984 in Eisenstadt, Österreich) ist ein US-amerikanischer Schauspieler.

## Leben
Osinski wurde in einem Flüchtlingslager in Österreich als Sohn polnischer Eltern geboren, die 1984 aus ihrer Heimat Stettin in die USA flohen. Er wuchs in Chicago auf. Sein Schauspiellehrer verhalf ihm zu einem Schauspielstudium am College of Visual and Performing Arts der Syracuse University, wo er 2006 seinen Bachelor of Fine Arts abschloss. In Syracuse studierte er im Ausland am Shakespeare Globe Theatre in London und wurde für das Sorkin-Week-Programm ausgewählt.
Osinski hat in Filmen mitgespielt, darunter Love & Other Drugs und The Express: The Ernie Davis Story. Er hat einen wiederkehrenden Auftritt in Agents of S.H.I.E.L.D. als Agent Davis, wo seine Frau Dichen Lachman in Staffel 2 den Bösewicht verkörperte. Er war Co-Autor und Co-Produzent der Webserie Hollywood Hitmen zusammen mit Enver Gjokaj und spielte neben „Scream Queen“ Jordan Ladd und dem australischen Schauspieler Adam J. Yeend im erfolgreichen Kurzfilm Brentwood Strangler.

## Filmografie
Filme
- 2007: Running Funny
- 2008: The Express
- 2009: Taking Chance
- 2010: Love and other Drugs – Nebenwirkung inklusive (Love and other Drugs)
- 2011: Perfect
- 2011: In Time – Deine Zeit läuft ab (In Time)
- 2012: People Like Us
- 2012: K-11
- 2013: Michael Cornes Home
- 2013: Extraction
- 2015: Brentwood Strangler
- 2020: Greyhound – Schlacht im Atlantik (Greyhound)
- 2021: Blackout
- 2025: A Working Man
- 2025: Guns Up

Serien
- 2009: Army Wives
- 2010: Three Rivers Medical Center
- 2013–2020: Marvel’s Agents of S.H.I.E.L.D.
- 2014–2016: The Last Ship
- 2015: Hollywood Hitmen
- 2016–2018: The Nine Lives of Claw
- 2018: Shameless
- 2019: New Amsterdam
- 2020: MacGyver
- 2021: The Walking Dead: World Beyond
- 2023: Ted Lasso